# Adam Antoni Bratro

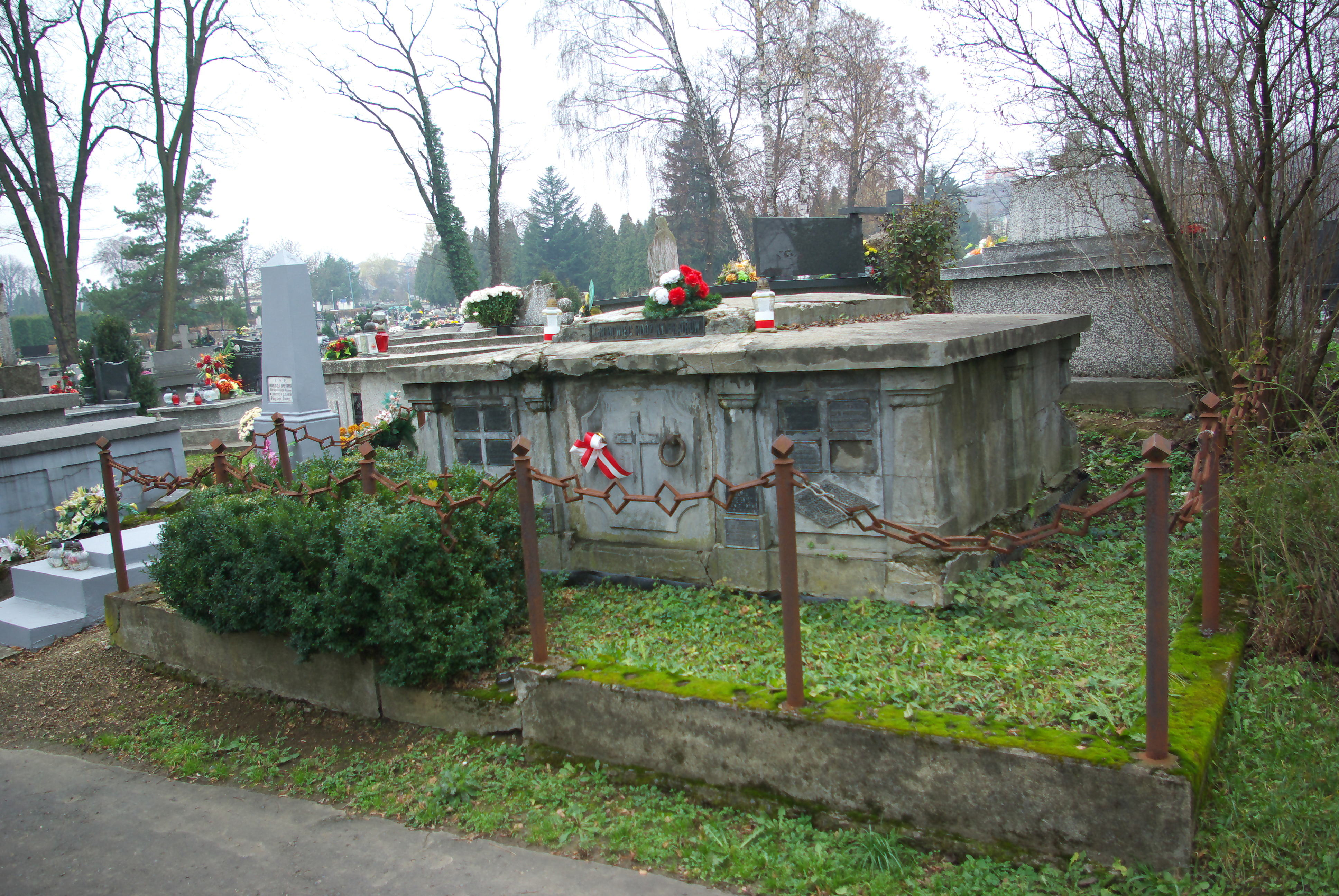
Grobowiec rodziny Bratro w Sanoku

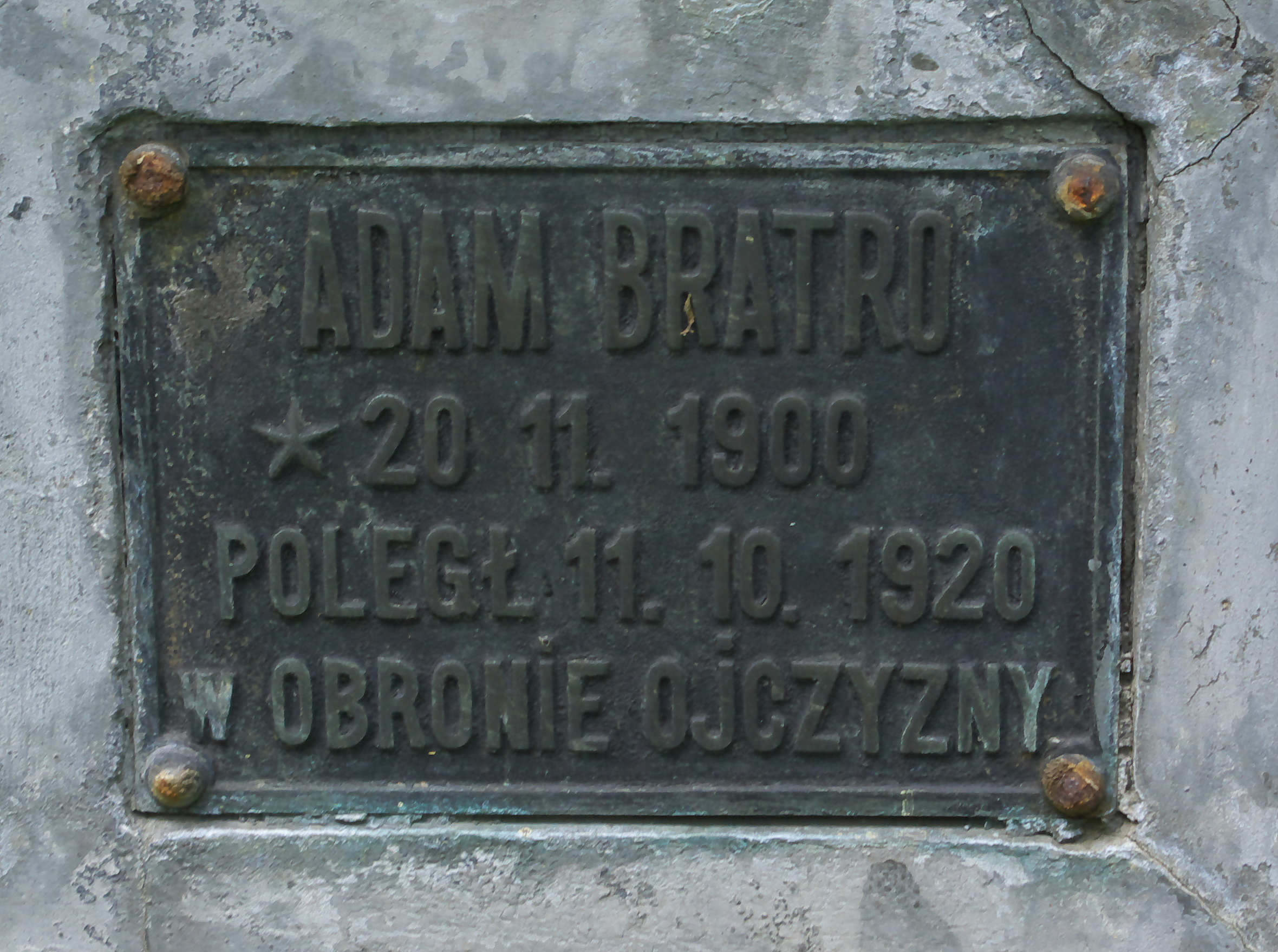
Tabliczka nagrobna Adama Antoniego Bratro

Adam Antoni Bratro (ur. 20 listopada 1900 w Sanoku, zm. 11 sierpnia 1920 pod Pułtuskiem) – podporucznik piechoty Wojska Polskiego, kawaler Orderu Virtuti Militari, harcerz.

## Życiorys
Był synem Adama Mariana i Emilii z domu Heidler. Ojciec był inżynierem, kierownikiem budowy wagonów w sanockiej fabryce, działaczem niepodległościowym, uczestniczył w werbunku do Legionów w I wojnie światowej w bitwie pod Kuklami.
Adam Antoni uczęszczał do szkoły ludowej w Sanoku, naukę kontynuował w sanockim gimnazjum, gdzie ukończył V klasę w 1916. Działał w Polskich Drużynach Strzeleckich i ruchu skautowym. W 1916 przeniósł się do Wojskowej Wyższej Szkoły Realnej w Łobzowie. W listopadzie 1918 wziął udział w rozbrajaniu żołnierzy austriackich na ulicach Krakowa. W tym sam roku został przyjęty do Szkoły Podchorążych w Warszawie, którą ukończył w 1919 w stopniu podchorążego. Następnie otrzymał skierowanie do obozu szkół podoficerskich w Dęblinie.
Po ukończeniu szkolenia został awansowany na stopień podporucznika. W dęblińskiej szkole pozostał jako młodszy oficer i instruktor w kompanii oraz adiutant batalionu do 1920. W początkowym okresie wojny polsko-bolszewickiej 1920 jako instruktor szkoli ochotników udających się na front (działał w tej funkcji pomimo kierowania osobistych wniosków o wysłanie do walk na froncie). Następnie wobec pogarszającej się sytuacji Polski na wojnie, w czerwcu 1920 jako dowódca kompanii w nowo sformowanym w Ostrowi Mazowieckiej 101 Rezerwowym pułku piechoty (którego dowódcą był jego brat Jan Bratro) wyruszył na front w rejon Rohaczowa na zachodnim brzegu Słuczy oraz nad Horyniem. Tam walczył z oddziałami 1 Armii Konnej. Podczas walk odwrotowych i okrążenia przez wojska bolszewickie, skierował swoją kompanię do kontrataku, który powiódł się, lecz w jego trakcie Adam Bratro odniósł rany brzucha. 11 sierpnia 1920 zmarł w szpitalu polowym i w Pułtusku został pierwotnie pochowany. W 1923 jego prochy zostały sprowadzone z Pułtuska do Sanoka i pochowane w grobowcu rodzinnym na cmentarzu przy ul. Jana Matejki w Sanoku. Był kawalerem. Jego braćmi byli: Jan (ur. 1895, legionista, pułkownik Wojska Polskiego) oraz spoczywający wraz z nim w sanockim grobowcu Aleksander (1899–1901), Kazimierz (1902–1903) i Tadeusz Artur (ur. 1896 w Nowym Sączu, legionista poległy w bitwie pod Kuklami 13 lipca 1916). Grobowiec rodziny Bratrów został wpisany przez Instytut Pamięci Narodowej do ewidencji grobów weteranów walk o Wolność i Niepodległość Polski.

## Ordery i odznaczenia
- Krzyż Srebrny Orderu Virtuti Militari nr 3922 – pośmiertnie 1922[11]